# John Egerton (Bischof)

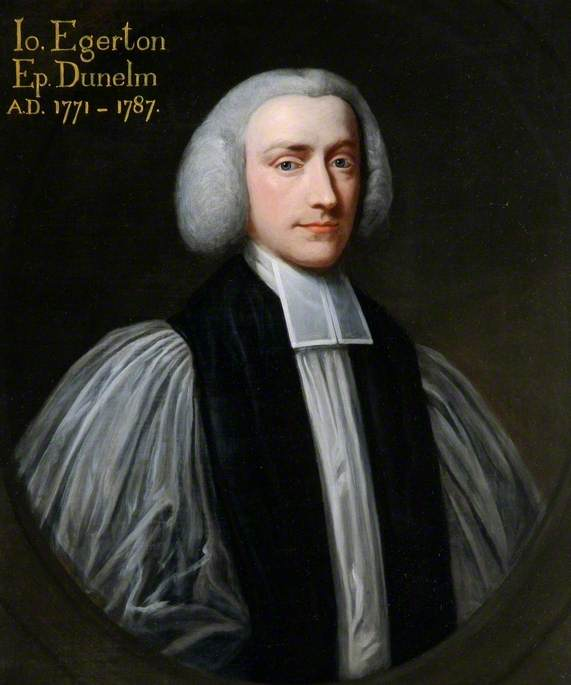
Rt. Rev. John Egerton, Bischof von Durham

John Egerton (* 30. November 1721 in London; † 18. Juni 1787 in London) war ein anglikanischer Bischof.

## Leben
Egerton war der älteste Sohn von Rev. Hon. Henry Egerton († 1746), Bischof von Hereford, der wiederum ein jüngerer Sohn des John Egerton, 3. Earl of Bridgewater war. Seine Mutter war Lady Elizabeth Adriana Bentinck, Tochter des Johann Wilhelm Bentinck, 1. Earl of Portland.
Er wurde am Eton College erzogen und studierte am Oriel College der Universität Oxford. 1756 schloss er sein Studium als Doctor of Civil Law ab. 1745 wurde er zum Diakon und zum Priester geweiht.
1749 wurde er zum Hofkaplan für König Georg II. ernannt und 1750 wurde er von seinem Vater als Dekan von Hereford eingesetzt.
1756 wurde er zum Bischof von Bangor geweiht. 1768 wurde er ins Bistum Lichfield und Coventry und 1771 schließlich ins Fürstbistum Durham versetzt. Das ihm angebotene Amt des Primas der Church of Ireland hatte er abgelehnt.

## Ehen und Nachkommen
Am 21. November 1748 heiratete er in erster seine Cousine Lady Anne Grey, Tochter und Miterbin von Henry Grey, 1. Duke of Kent. Sie hatten drei gemeinsame Kinder:
- Lady Amelia Egerton (1751–1809), ⚭ Sir Abraham Hume, 2. Baronet (1749–1838);
- John Egerton, 7. Earl of Bridgewater (1753–1823);
- Francis Egerton, 8. Earl of Bridgewater (1756–1829).

Nachdem seine erste Gattin 1780 verstorben war, heiratete er am 31. März 1782 Mary Boughton, Schwester des Sir Edward Boughton, 8. Baronet (um 1742–1794). Die Ehe blieb kinderlos.